# UNITAD
Het United Nations Investigative Team to Promote Accountability for Crimes Committed by Da'esh/ISIL, afgekort UNITAD, is het door de Verenigde Naties ingestelde Investigative Team to Promote Accountability for Crimes Committed by Da'esh/ISIL.
UNITAD vervolgt onder andere de misdaden van de bloedbaden van jezidi's die in augustus 2014 in de stad en het district Sinjar in de provincie Nineveh in het noorden van Irak zijn gepleegd, en de daaropvolgende gebeurtenissen. Christian Ritscher staat sinds september 2021 aan het hoofd van het onderzoeksteam. Zijn voorganger was Karim Ahmad Khan.
Het mandaat van de VN aan UNITAD werd in 2017 voor het eerst toegekend middels Resolutie 2379 va de VN-Veiligheidsraad op verzoek van de regering van Irak om gerechtigheid te bevorderen voor slachtoffers en overlevenden van de internationale misdaden van ISIS.
UNITAD heeft toezicht gehouden op de opgravingsprocessen van jezidi's die werden afgeslacht door ISIS, toen de terroristische organisatie Shingal, het kerngebied van de etnisch-religieuze groepering, overspoelde en meer dan duizend mensen afslachtte.